# Циммерлинг, Владимир Исаакович
Владимир Исаакович Циммерлинг (28 августа 1931 г., Москва — 9 июня 2017 г., Москва) — советский и российский скульптор и философ-герменевтик. Член Союза Художников СССР с 1961 г., участник московских, всесоюзных, республиканских и зарубежных выставок, автор работ по эстетике, философии и истории культуры. Персональные выставки: 1985 г., 1999 г. , семейная выставка «Многообразие в единстве. Династия художников» (2014 г.).

## Биография
Владимир Исаакович Циммерлинг родился в Москве 28 августа 1931 г. В 1950 г. окончил Московскую среднюю художественную школу. В 1957 г. окончил Академию художеств Латвийской ССР (г. Рига) по мастерской скульптора Теодора Залькална и вернулся в Москву.
Начал участвовать в выставках с 1955 г. Член Союза Художников СССР с 1961 г. Был членом комиссии по самодеятельному искусству при Союзе художников СССР в 1970-е и 1980-е годы. Работы в области станковой и монументальной скульптуры. Работал в разной технике ― от авангардизма до неоклассицизма. Автор и соавтор памятников в России и республиках бывшего СССР (в том числе ― в содружестве со скульптором Дмитрием (Даниилом) Рябичевым и архитектором Эдуардом Барклаем). В 1987—1988-е гг. создал для Литературного сквера в городе Иваново скульптурные портреты поэтов Николая Майорова и Алексея Лебедева.
Владимира Циммерлинга особо интересовала передача личности творца, он автор портретов поэтов, музыкантов и ученых. Критики отмечали также его эксперименты с авангардной пластикой. В 1995—2000-х гг. создал серию работ «Античная Сюита» по мотивам античной мифологии.
Автор двух книг (1999 г. и 2019 г., издана посмертно), статей и эссе об основаниях этики и эстетики, критике метаязыковых понятий и толкованиях поэтического текста. Владимир Циммерлинг был одним из пионеров аналитического изучения поэтики Осипа Мандельштама, его работа «Промер» (1974—1975) содержит толкования 10 трудных для восприятия стихотворений поэта, включая «Грифельную Оду», «Слепая ласточка бросается к ногам», «Я слово позабыл, что я хотел сказать».
Скончался 9 июня 2017 г. в Москве. Похоронен на Введенском кладбище в Москве.

## Публикации
- Владимир Циммерлинг. Избранные работы. Составление, общая редакция и комментарии А. В. Циммерлинга. М.-Спб.: Нестор-История, 2019. 540 с., с ил. ISBN 978-5-4469-1631-3.
- Владимир Циммерлинг. Да и нет не говорите. М.: Институт экономики РАН, 1999. ISBN 5-201-03330-X.
- Владимир Циммерлинг. Внеиндивидуальное в эстетическом // Логический анализ языка. Языки эстетики. Сост. и отв.ред. член-корр. РАН Н. Д. Арутюнова. М.: Индрик, 2003, с. 30 — 36.
- В. И. Циммерлинг. Канон и модель // Речевые и ментальные стереотипы в синхронии и диахронии: Тез. конф. М.: Институт славяноведения и балканистики РАН, 1995. С. 139 ― 145.
- Владимир Циммерлинг. Промер // Мандельштамовское общество. Т. 4. Сохрани мою речь, № 2. Сост. О.Лекманов, П.Нерлер. М.: Книжный сад, 1993, с. 44 — 57.
- Владимир Циммерлинг. К проблемам самодеятельного творчества // Художник, 1974, № 9, с. 39-41.

## Выставки
- 1985 г. — персональная выставка в зале московского Союза художников, ул. Вавилова, 65.
- 1999 г — персональная выставка (совместно с дочерью, живописцем Марой Даугавиете) в московском Доме скульпторов, 1-й Спасоналивковский пер., 4.
- 2014 г. — выставка династии художников «Многообразие в единстве» в московском муниципальном зале в галерее «Замоскворечье».
- 2018 г.- групповая выставка «Без покровов» в зале московского Союза художников, Кузнецкий мост, 20 (посмертно)[8].[9]
- 2018 г.- групповая выставка скульптуры «Память» в зале московского Союза художников, Кузнецкий мост, 20 (посмертно).
- 2019 г. — групповая выставка «Пешеходы твои — люди невеликие…» в зале московского Союза художников, Кузнецкий Мост, 20 (посмертно).[10]
- 2020 г. — групповая выставка «Диалоги со старыми мастерами. Луция Даугавиете. Мара Даугавиете. Георгий Уваров. Владимир Циммерлинг». Галерея «У Чистых прудов», Чистопрудный бульвар, д. 5. (посмертно)[11]

## Скульптуры
- «ДАВИД ОЙСТРАХ», 1960 г.
- «ХАЛЛДОР ЛАКСНЕСС», 1961 г.
- «БЕРТОЛЬТ БРЕХТ», 1961 г.
- «СЕРГЕЙ ЭЙЗЕНШТЕЙН», 1962 г.
- «АВТОПОРТРЕТ», 1962 г.
- «БЕЛА БАРТОК», 1962 г.
- «ЛЕВ ЛАНДАУ», 1962 г.
- «ЖЕНСКИЙ ПОРТРЕТ», 1964 г.
- «САКСОФОНИСТ», 1965 г.
- «НИКА», 1969-1984
- «ЮННА МОРИЦ», 1969 – 1974 гг.
- «КАРТА МИРА», 1973 г.
- «ЦЕЗАРЬ», 1975 г.
- «ШОТА БЕБИАШВИЛИ», 1977 г.
- «Ф.И.ТЮТЧЕВ», 1978 г.
- «СЕРГЕЙ РАХМАНИНОВ II», 1981 г.
- «И.С.БАХ»,1982 г.
- «МОЛОДОЙ ГЁТЕ», 1983 г.
- «ГЮСТАВ ФЛОБЕР»,1984 г.
- «НЕРЕИДЫ I», 1986 – 1993 гг.
- «ОСИП МАНДЕЛЬШТАМ», 1990 г.
- «МАСТЕР СИКСТИНЫ (МИКЕЛАНДЖЕЛО)», 1990 г.
- «МАРГА I», 1992 г.
- «АФАНАСИЙ ФЕТ I», 1993 г.
- «МАРГА II», 1997 г.
- «АФАНАСИЙ ФЕТ II», 1997 г.
- «МАРИНА ЦВЕТАЕВА II», 1998 г.
- «ВЛАДИСЛАВ ХОДАСЕВИЧ», 2003 г.
- «ТОЛСТАЯ ЛЕНТА» (серия из 10 скульптур), 1993 – 1997 гг.
- «АНТИЧНАЯ СЮИТА» (серия из 15 скульптур), 1995 – 2002 гг.

Публикации о Владимире Циммерлинге
Andrei Batashev.  Sculptor // Soviet life, 1966, № 12,  p. 56-57.
Мюда Яблонская.  Художник своего поколения // Творчество, 1985, № 8, с. 17.
Катерина Шмакова. Владимир Циммерлинг. Философия в скульптуре // Собрание. Искусство и культура, № 59 (2021), с. 86 - 103.
Катерина Шмакова. Владимир Циммерлинг. Обогнавший время // Объединение московских скульпторов. 18.06.2021